# Hufbein

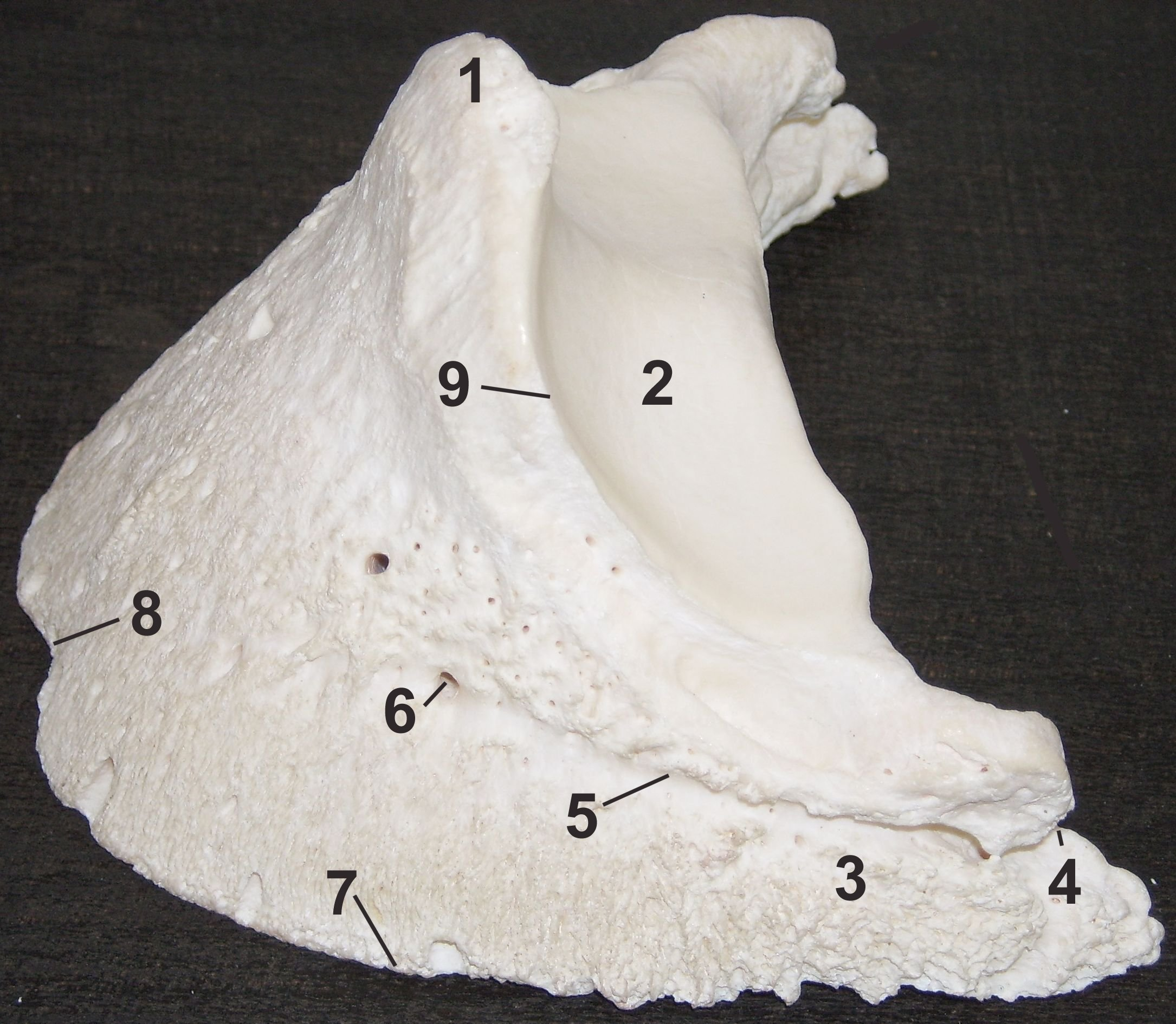
Hufbein von seitlich-oben. 1 Processus extensorius, 2 Facies articularis, 3 Processus palmaris, 4 Incisura processus palmaris, 5 Sulcus parietalis, 6 Foramen parietale, 7 Margo solearis, 8 Crena marginis solearis, 9 Margo coronalis

Das Hufbein (Os ungulare) ist das letzte Finger- bzw. Zehenglied der Gliedmaßen eines Pferdes. Es ist Teil des knöchernen Stützskeletts des Hufes.

## Anatomie
Am Hufbein werden drei Flächen unterschieden: Die konvexe Wandfläche (Facies parietalis), die konkave Sohlenfläche (Facies solearis) und die Gelenkfläche (Facies articularis) zur Verbindung mit dem Kronbein.
Die Sohlenfläche wird durch eine halbmondförmige Linie (Linea semilunaris) in das vordere Hautfeld (Planum cutaneum) und die hintere Beugefläche (Facies flexoria) getrennt. An der Facies flexoria setzt die tiefe Beugesehne an. Beiderseits dieser Ansatzfläche befindet sich das Sohlenloch (Foramen soleare laterale bzw. mediale), die in den Sohlenkanal (Canalis solearis) führen. Dieser enthält einen arteriellen und venösen Blutgefäßbogen (Arcus terminalis) zur Versorgung des Hufbeins. Von den Gefäßlöchern aus und versorgen die Huflederhaut.
Die Wandfläche weist beiderseits eine Wandfurche (Sulcus parietalis lateralis bzw. medialis) sowie zahlreiche Löcher für aus dem Inneren austretenden Blutgefäße zur Versorgung der Huflederhaut auf. Das größte Loch ist das Foramen parietale laterale bzw.mediale, welches am Ende der jeweiligen Wundfurche liegt. Wand- und Sohlenfläche treffen sich am Tragrand (Margo solearis), welcher meist eine seichte Einziehung (Crena marginis solearis) aufweist.
Die Gelenkfläche dient zur gelenkigen Verbindung mit der Gelenkrolle des Kronbeins und des Strahlbeins. Die Grenze zwischen Wand- und Gelenkfläche ist der Kronrand (Margo coronalis). Er trägt in der Mitte den Streckfortsatz (Processus extensorius), an dem die Sehne des Musculus extensor digitorum communis inseriert.
Die beiden Hufbeinäste (Processus palmaris/plantaris lateralis bzw. medialis) sind Ausläufer des Hufbeins nach hinten. Sie sind durch einen Einschnitt (Incisura processus palmaris) eingekerbt. Diese Einkerbung kann auch durch einen Knochensteg zu einem Loch (Foramen processus palmaris) geschlossen sein. Am Hufbeinast ist der Hufknorpel (Cartilago ungularis medialis und lateralis) befestigt. Brüche der Hufbeinäste sind die häufigste Form einer Hufbeinfraktur.